# Пожарное депо №6 (Балтимор)
Пожарное депо № 6 (англ. Engine House No. 6) — бывшее пожарное депо, расположенное в Балтиморе, США. Расположено на углу пересечения Гей и Энсор-стрит и является архитектурной достопримечательностью своего района.
Современное двухэтажное здание депо было построено в 1853—1854 годах по проекту архитекторов Ризина и Везеральда, на месте предыдущего, которое использовалось Independent Fire Company более пятидесяти лет. В 1859 году недавно сформированное Управление пожарной охраны города Балтимора приобрело здание за 8000 долларов.
Башня, исполнявшая роль пожарной каланчи, была пристроена в 1874 году.
Основная часть здания — двухэтажная, с семью пролетами с каждой стороны и простым деревянным карнизом. Между этажами есть выступающий поясок, повторяющий мотив горизонтального ряда кладки башни. Сама башня высотой 103 фута построена из кирпича в итальянско-готическом стиле и считается копией Колокольни Джотто во Флоренции. Главная дверь в основании башни находится внутри остроконечной каменной арки, на перемычке которой изображен четырехлистник с цифрой шесть в центре. Каждый из пяти этажей отделён выступающим пояском и пронизан парой готических арочных окон с каждой стороны. В верхней части башни расположены часы с тремя циферблатами и деревянный карниз, поддерживающий балюстраду с резьбой.
В 1970 году башня была восстановлена, и станция продолжала работать до 1976 года. Пожарное депо № 6 в Балтиморе внесено в Национальный реестр исторических мест США в 1973 году. В 1979 году в здании был открыт музей пожарного дела.